# Elateropsis caymanensis
Elateropsis caymanensis là một loài bọ cánh cứng trong họ Cerambycidae.